# Sédévacantisme
 (avril 2024).

Sede vacante : Emblème du Saint-Siège en cas de vacance du siège

Le sédévacantisme (de l'expression latine sede vacante signifiant « le siège [étant] vacant », utilisée entre la mort ou la renonciation d'un pape et l'élection de son successeur) est une position religieuse défendue par une minorité de catholiques du courant traditionaliste qui se rassemblent dans de multiples groupes. Elle affirme que, depuis 1958 (mort de Pie XII) ou 1963 (mort de Jean XXIII), ou encore après la déclaration Dignitatis humanae sur la liberté religieuse de 1965, le siège du pape est vacant.
La position sédévacantiste comprend différentes déclinaisons : le sédévacantisme, qui considère les papes contemporains comme des usurpateurs, le sédéprivationnisme et le catholicisme semper idem.

## Genèse du sédévacantisme
En août 1971, le mexicain Joaquín Sáenz y Arriaga publie La Nouvelle Église montinienne (adjectif forgé d'après le patronyme de Giovanni Battista Montini, le pape Paul VI), dans lequel il conclut que Paul VI a fondé une nouvelle religion. En janvier 1972, il est excommunié par les évêques de son pays pour cet ouvrage.

## Doctrine
L'argumentation sédévacantiste repose sur le syllogisme suivant :
- en vertu de l'assistance du Saint-Esprit, un pape ne peut, dans l'exercice de sa charge, enseigner ou promulguer des erreurs contre la foi (dogme de l'infaillibilité pontificale) ;
- les papes, depuis Jean XXIII ou Paul VI, ont enseigné de multiples hérésies ;
- conclusion : ceux-ci ne sont donc pas des papes légitimes[7].

Le sédévacantisme ne reconnaît ni la légitimité, ni l'autorité de ces papes et de leurs successeurs.

## Évêques

### Ngo Dinh Thuc
Plusieurs personnes adhérant aux thèses sédévacantistes se sont vu conférer l'ordination épiscopale par l'archevêque de Hué, Pierre Martin Ngo Dinh Thuc, sans mandat pontifical comme le dominicain Guérard des Lauriers et les deux prêtres mexicains Moïse Carmona et Adolfo Zamora à Toulon en 1981.
Joseph Ratzinger, alors préfet de la Congrégation pour la doctrine de la foi, a rappelé en 1983 que les évêques ainsi ordonnés encouraient « l'excommunication ipso facto très spécialement réservée au Siège apostolique » ; de même, « les prêtres ainsi ordonnés illégitimement sont suspendus ipso facto de l’Ordre qu’ils ont reçu ». La question de leur validité, en revanche, n'est pas tranchée ; c'est pourquoi, selon le cardinal Ratzinger, « quoi qu’il en soit de la validité des ordres, l’Église ne reconnaît ni ne reconnaîtra l’ordination de ceux qui, déjà, ont ainsi été ordonnés illégitimement ou de ceux qui éventuellement seraient ordonnés par eux. Pour tous les effets juridiques, l’Église considère que chacun d’eux est resté dans l’état qui était le sien auparavant, demeurant fermes, jusqu’à ce qu’ils reviennent à résipiscence, les sanctions pénales indiquées ci-dessus ».

## Groupes
La plupart des évêques sacrés par Ngo Dinh Thuc ont donné naissance à des communautés qui forment les groupes les plus visibles de ce courant :
- la Société de Saint Pie V (SSPV), présente aux États-Unis, créée par des prêtres américains ayant quitté la Fraternité Saint-Pie-X ;
- l’association sacerdotale Instauratio Catholica, présente aux États-Unis, fondée par Daniel Lytle Dolan et Donald Sanborn (en), anciens membres de la Fraternité Saint-Pie-V ;
- Congrégation de Marie Reine Immaculée (CMRI) de Mark Pivarunas (en) aux États-Unis ;
- Institut Mater Boni Consilii, présent en Italie, en Belgique et en France, créé par des prêtres italiens ayant quitté la Fraternité Saint-Pie-X.

## Sédéprivationnisme

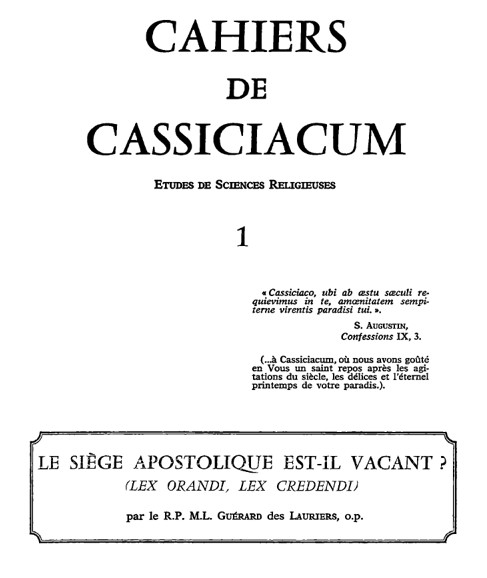
Cahier de Cassiciacum n°1.

Le sédéprivationnisme s'appuie sur la thèse élaborée par Guérard des Lauriers en 1979 dans Les Cahiers de Cassiciacum. Cette position affirme que les successeurs de Jean XXIII sont papes matériellement, mais non formellement (materialiter sed non formaliter). Selon le sédéprivationnisme, le siège du pape est formellement vacant depuis la proclamation en décembre 1965 de la déclaration sur la liberté religieuse Dignitatis Humanae ; de ce fait, Paul VI et ses successeurs, en raison des hérésies de Vatican II, bien que canoniquement élus papes, n'en ont pas les pouvoirs,.